# Six Was Nine
Six Was Nine var en tysk pop/soul gruppe, som blev dannet i 1992 af sanger Achim Degen og guitarist Markus Tiedemann. Gruppen var aktiv i årene 1992-1998. 
De udgav i 1994 singlen "Drop Dead Beautiful" som blev gruppens største succes. 

## Diskografi
- 1992: A Few Bold Strokes Of The Brush
- 1994: Let I Come Your Way
- 1996: Walk With The Spirits
- 1998: Now And Zen